# Prêmio Jovem Brasileiro de Melhor Atriz Jovem
O Prêmio Jovem Brasileiro de Melhor Atriz Jovem é um dos prêmios oferecidos durante a realização do Prêmio Jovem Brasileiro, destinado à atriz jovem que mais se destacou durante o ano. 

## Vencedores
| Ano  | Vencedora       | Trabalho                              |
| ---- | --------------- | ------------------------------------- |
| 2012 | -               | -                                     |
| 2014 | -               | -                                     |
| 2015 | Anajú Dorigon   | Malhação Sonhos                       |
| 2016 | Anajú Dorigon   | Esta Noite Encarnarei No Teu Corpinho |
| 2017 | Larissa Manoela | Cúmplices de um Resgate               |
| 2018 | Larissa Manoela | As Aventuras de Poliana               |
| 2019 | Juliana Paes    | A Força do Querer                     |
| 2020 | Pendente        | -                                     |